# Kabinett Bülow
Das Kabinett Bülow war die vom 17. Oktober 1900 bis 14. Juli 1909 unter Kaiser Wilhelm II. amtierende Reichsregierung des Deutschen Reiches.

## Reichstagsmehrheiten
Wie schon sein Vorgänger Chlodwig zu Hohenlohe-Schillingsfürst stütze sich Bülow zunächst auf eine Mehrheit von Kartellparteien (Nationalliberale Partei, Deutschkonservative Partei und Freikonservative Partei) sowie der Zentrumspartei. Diese Parteien stimmten zumeist mit Bülows Innen,- Außen-, Kolonial- und Flottenpolitik überein und unterstützen diese im Reichstag. Sie erhielten bei der ersten Wahl in Bülows Amtszeit erneut eine Mehrheit.

Mit dem Aufstieg Matthias Erzbergers und dessen Angriffe auf Bülows Kolonialpolitik kam es zum Bruch des Bündnisses. In der Folgenden Wahl 1907 erreichte der konservativ-liberale Bülowblock auch ohne das Zentrum, mit Hilfe kleinerer Parteien, eine Mehrheit. Der Bülowblock bestand aus den oben erwähnten Kartellparteien und den linksliberalen Parteien, die Stichwahlabkommen schlossen. Der Bülowblock zerbrach erst 1909, als sich die Parteien nicht auf eine Reform der Erbschaftssteuer und einen Haushalt einigen konnten. Dies war einer der Gründe für Bülows Rücktritt.

## Zusammensetzung
| Kabinett Bülow 17. Oktober 1900 bis 14. Juli 1909 | Kabinett Bülow 17. Oktober 1900 bis 14. Juli 1909                    | Kabinett Bülow 17. Oktober 1900 bis 14. Juli 1909          |
| ------------------------------------------------- | -------------------------------------------------------------------- | ---------------------------------------------------------- |
| Reichskanzler                                     |                                                                      | Bernhard Fürst von Bülow                                   |
| Vizekanzler                                       |                                                                      | Arthur Graf von Posadowsky-Wehner bis 24. Juni 1907        |
| Vizekanzler                                       | Theobald von Bethmann Hollweg                                        |                                                            |
| Auswärtiges Amt                                   |                                                                      | Oswald Freiherr von Richthofen bis 17. Januar 1906         |
| Auswärtiges Amt                                   | Heinrich Leonhard von Tschirschky und Bögendorff bis 7. Oktober 1907 |                                                            |
| Auswärtiges Amt                                   | Wilhelm von Schoen                                                   |                                                            |
| Inneres                                           |                                                                      | Arthur Graf von Posadowsky-Wehner bis 24. Juni 1907        |
| Inneres                                           | Theobald von Bethmann Hollweg                                        |                                                            |
| Justiz                                            |                                                                      | Rudolf Arnold Nieberding                                   |
| Marine                                            |                                                                      | Alfred von Tirpitz                                         |
| Post                                              |                                                                      | Victor von Podbielski bis 6. Mai 1901                      |
| Post                                              | Reinhold Kraetke                                                     |                                                            |
| Schatz                                            |                                                                      | Max Franz Guido Freiherr von Thielmann bis 22. August 1903 |
| Schatz                                            | Hermann Freiherr von Stengel bis 20. Februar 1908                    |                                                            |
| Schatz                                            | Reinhold Sydow                                                       |                                                            |

## Quelle
- Regenten und Regierungen der Welt, Band 2,3. Neueste Zeit: 1492–1917, bearb. von B. Spuler; 2. Aufl., Würzburg, Ploetz, 1962.